# Ronchis
Ronchis é uma comuna italiana da região do Friuli-Venezia Giulia, província de Udine, com cerca de 1.966 habitantes. Estende-se por uma área de 18 km², tendo uma densidade populacional de 109 hab/km². Faz fronteira com Latisana, Palazzolo dello Stella, Rivignano, San Michele al Tagliamento (VE), Teor, Varmo.

## Demografia
| Variação demográfica do município entre 1861 e 2011                               |
|                                                                                   |
| Fonte: Istituto Nazionale di Statistica (ISTAT) - Elaboração gráfica da Wikipedia |